# 単枠指定制度
単枠指定制度（たんわくしていせいど）とは、かつて中央競馬の競走において行われていた勝馬投票券（馬券）の発売に関する制度。

## 解説
かつて連勝式馬券は連勝複式（連複。現在の枠番連勝=枠連）しかなく、馬番連勝（馬連）は存在しなかった。これは複数頭の馬を1つの枠にくくることによって組み合わせ総数を抑え、配当を下げることにより射幸心を抑えることが目的であった。
しかし、ある特定の出走馬に圧倒的な投票人気がある場合、その馬が出走取消および競走除外になっても、同枠に他馬がいる場合は残った馬が馬券に絡む可能性がまだあるため、馬券の返還を行うことができない。残った馬が人気薄の場合は、投票人気に比べてその馬券の的中する確率が著しく低下してしまう。
このような問題を解消する方法として、圧倒的な投票人気があると予想される馬を1頭の枠に固定する制度が採用された。主催者である日本中央競馬会が、概ね単勝支持率が30%を超えることが推測され、投票人気が特に集中すると判断した出走馬を指定して1頭の枠（単枠）に固定し、他馬を同枠に入れないというものであった。
1973年の東京優駿（日本ダービー）でハイセイコーが66.7%の単勝支持率を出したのが導入の契機となった。
制度が最初に適用されたのは1974年の皐月賞で、ここまで無敗のキタノカチドキがシードに指定された。この競走では同馬が優勝している。
その後1976年の第37回菊花賞でトウショウボーイとクライムカイザーの2頭が単枠指定となったが、これは初の2頭同時の単枠指定競走となった。
なお、1レースに単枠指定が適用される頭数はシステム上最大3頭までで、第77回天皇賞ではグリーングラス・プレストウコウ・カシュウチカラ（これは初の3頭同時の単枠指定競走となった）、第29回有馬記念ではミスターシービー・カツラギエース・シンボリルドルフが、第33回有馬記念ではオグリキャップ・タマモクロス・サッカーボーイ、第103回天皇賞ではメジロライアン・ホワイトストーン・メジロマックイーンがそれぞれ指定された事例がある。
なお1989年の第40回毎日王冠はオグリキャップ、イナリワン、メジロアルダン、サッカーボーイの4頭が特例で単枠指定になる予定だったがサッカーボーイの回避で8頭立てになり単枠指定自体が無くなった。
重賞に限らず特別競走、一般競走（いずれも障害競走を含む）においても単枠指定がなされることもある。
導入当初はシード制と呼ばれていたが、後に名称が改められた。
出馬投票は最初に単枠指定馬の枠番（馬番ではない）を決めてから他馬の馬番を決めるため、枠番による有利不利を受けやすいという問題も抱えていた。
また稀なケースとして、枠順決定の際に単勝支持が集中すると見られて単枠指定された馬が、単枠指定されなかった馬よりも単勝人気を下回るケースがあった。一例として1988年の第25回弥生賞では、サッカーボーイとトウショウマリオがそれぞれ単枠指定されたが、単勝1番人気こそサッカーボーイであったが、単枠指定されなかったサクラチヨノオーがトウショウマリオの単勝人気を上回り、トウショウマリオは3番人気となった（結果はサクラチヨノオーが1着、トウショウマリオが2着、サッカーボーイは3着）。
1991年10月5日より、馬番連勝複式勝馬投票券が全国発売されたことに伴い廃止となった。なお、同年9月22日に中山競馬場で行われたラジオ日本賞セントライト記念に出走したレオダーバンが最後の単枠指定適用となったが、3着に終わっている。

## 類似する制度
単枠指定制度と似たような制度として、出走を取り消した人気馬と同枠の馬も出走取消にする友引除外（ともびきじょがい）があり、かつて地方競馬などの公営競技で採用されていた。
中央競馬でこの制度が存在したことはないが、非公式に行われていたことをうかがわせる資料がある。1971年の有馬記念で先に出走を取り消したメジロアサマと同じ枠だったカミタカは、公式には感冒により出走を取り消したが、1973年に作成された「競馬懇談会中間報告書」には「馬主に対し競馬会から説得して」出走を取り消させたと記されている。